# Boxberg (Aukrug)

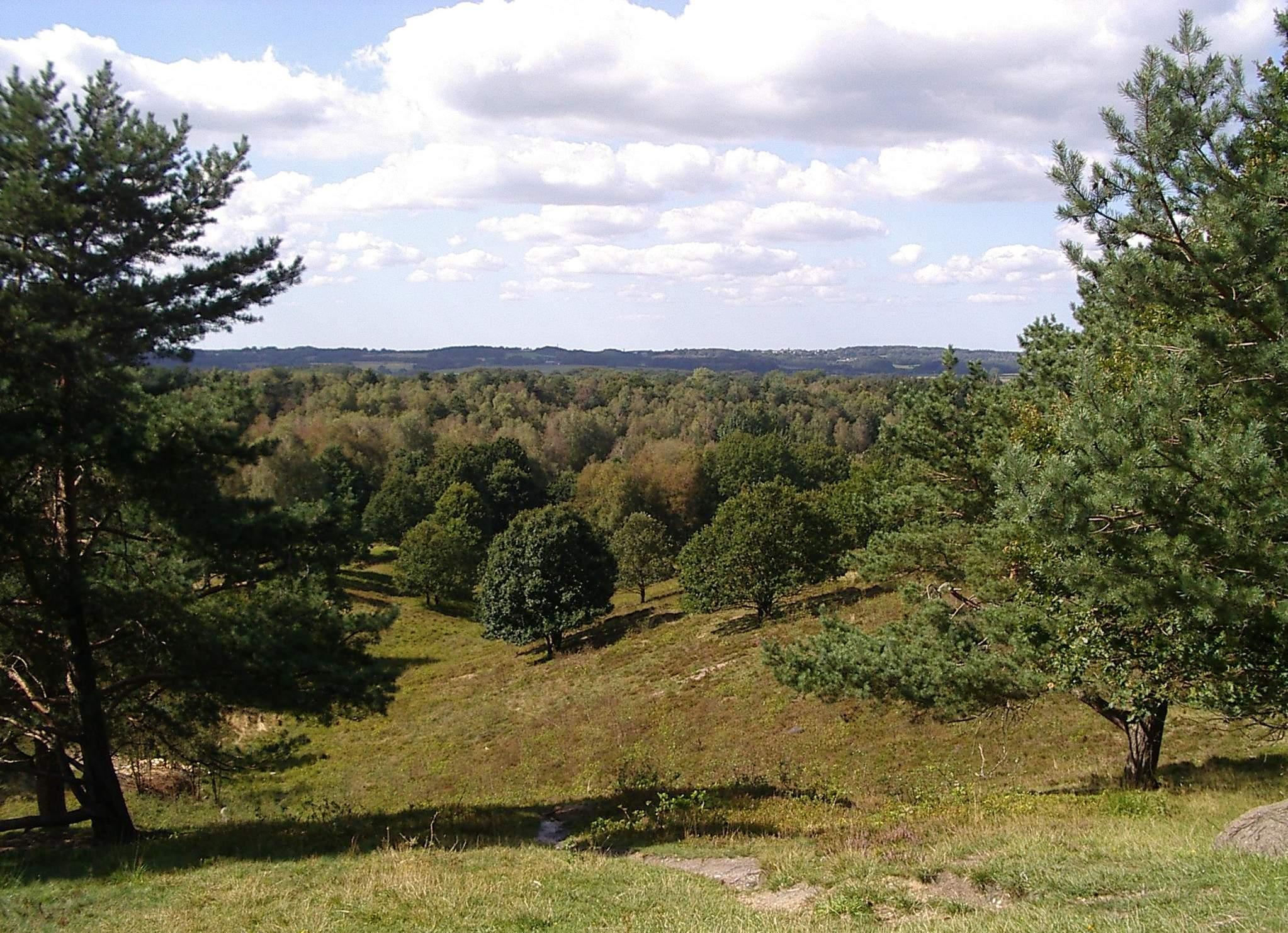
Blick vom Boxberg nach Südwesten im Sommer

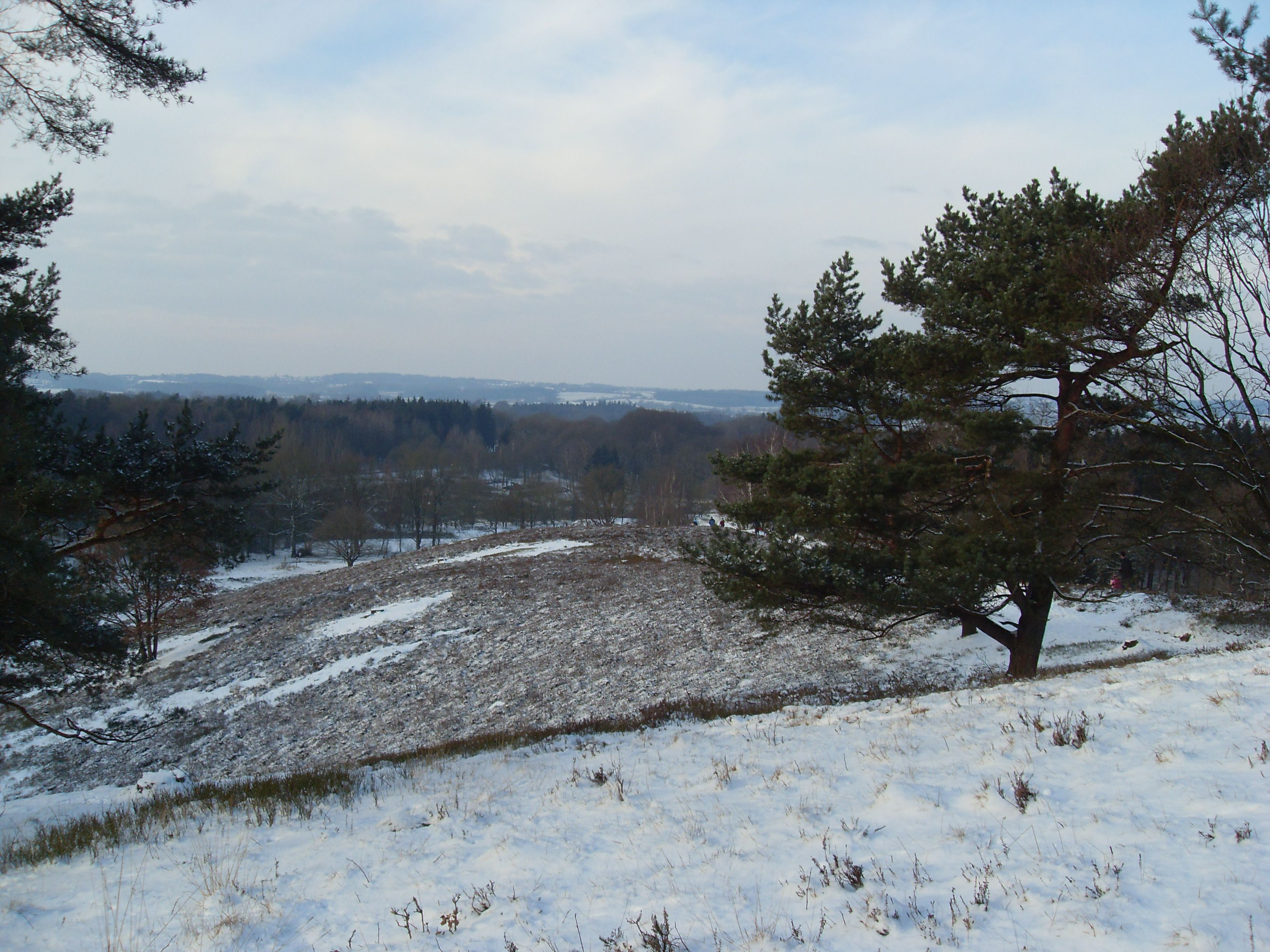
Blick vom Boxberg über den Naturpark Aukrug im Winter

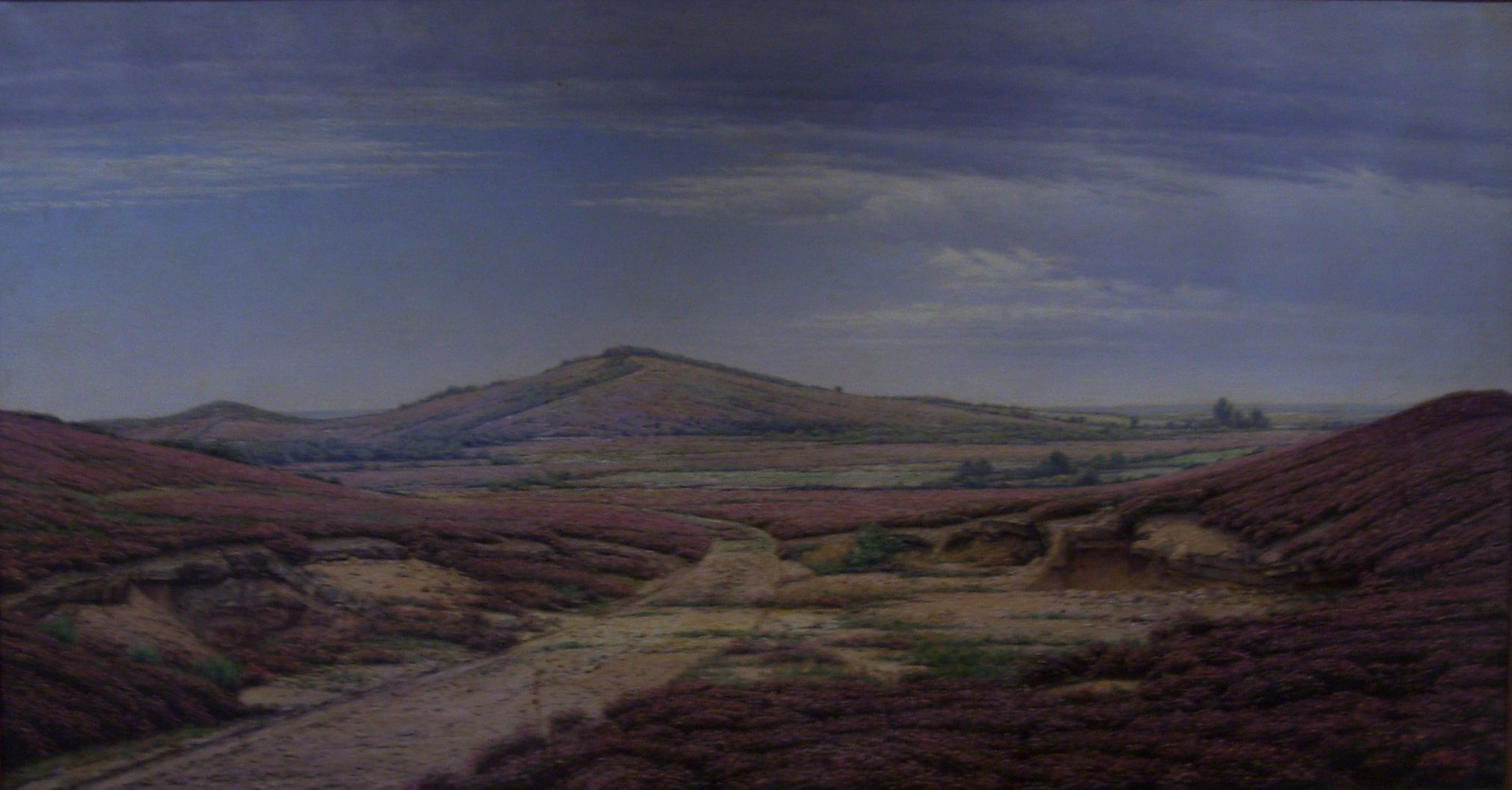
Der Boxberg um 1900 aus einem Gemälde von Bendix Passig

Der Boxberg ist mit einer Höhe von 76,8 m zwar nicht die höchste Erhebung im Naturpark Aukrug, doch eine der wenigen Moränenkuppen im mittleren Holstein, die die Bezeichnung Berg verdienen. Die Itzespitze ist mit 83,4 m noch höher als der Boxberg gelegen. Auf dem Gelände des Erholungswaldes Boxberg wachsen heute nur wenige Buchen, von denen der „Booksberg“ seinen Namen herleitet.
Er ist an der B 430 zwischen den Aukruger Ortsteilen Bucken und Homfeld gelegen. Von seiner Spitze hat der Betrachter einen weiten Blick über die waldreiche Landschaft des Naturparks.

## Geschichte
Der Boxberg wurde während der Saale-Kaltzeit (bis vor 120.000 Jahren) von Gletschern aufgeschoben. Der vor allem mit Buchen bewaldete Berg wurde vor Beginn des 20. Jahrhunderts fast vollständig abgeholzt. Danach war das Gebiet vorwiegend mit Besenheide bewachsen. Im Laufe der Zeit ist in der Umgebung der Wald wieder vorherrschend, die Heideflächen sind auf etwa 7–8 Hektar zurückgedrängt worden. Der Berg zeigt einen lichten Bestand von vor allem Kiefern und Buchen. Im Jahr 2007 erwarb die gemeinnützige Kurt und Erika Schrobach-Stiftung mit Unterstützung des Landes Schleswig-Holstein das Gebiet.

## Naturschutz
Rund 8 ha offene Heidefläche rund um den Boxberg sind als Schutzgebiet im Rahmen der Fauna-Flora-Habitat-Richtlinie ausgewiesen.

## Nutzung
Rund um den Boxberg sind zahlreiche Wander- und Reitwege ausgeschildert. Des Weiteren gibt es einen Fitnesspfad, einen Walderlebnispfad und einen Infopavillon direkt am Berg. Im Winter ist die sogenannte Expressroute-Boxberghöhe eine beliebte Rodelbahn.